# BoxRec
BoxRec або boxrec.com — спортивний вебсайт, присвячений статистиці професійних боксерів, боксерських поєдинків та іншій інформації зі світу боксу. BoxRec публікує рейтинги для всіх активних боксерів і так само рейтинги усіх боксерів, які завершили спортивну кар'єру. Сайт базується на рушії Boxrec Wiki та підтримує MediaWiki.
Сайт був заснований англійським аналітиком Джоном Шеппардом. Шеппард ніколи не був присутній на боксерських поєдинках до 1995 року.
Сайт оновлюється редакторами-волонтерами з багатьох країн світу за прикладом Вікіпедії. Кожен редактор призначається на країну, або, в деяких випадках, на регіони всередині країни, і підтримує записи для боксерів цієї країни або регіону. BoxRec також оцінює кожного активного боксера за вагомими категоріями, використовуючи в основі комп'ютеризовану систему балів. 
Визнає анексію Криму Росією . Місцем народження [Архівовано 11 травня 2019 у Wayback Machine.] боксера Олександра Димитренка вказано: Yevpatoria, Crimea, Russia.